# ريكاردو فيرزا دي سوزا
ريكاردو فيرزا دي سوزا (بالبرتغالية: Ricardo Verza de Souza‏) المعروف باسم ريكاردو فيرزا (ولد في 28 أبريل 1997 في أنتونيو برادو، البرازيل) لاعب كرة قدم برازيلي يجيد اللعب في مركز المهاجم وبدرجة أقل الجناح الأيمن. يلعب حاليا لصالح البديع البحريني منذ 2022.

## المسيرة الرياضية

### الأندية
بدأ ريكاردو فيرزا مسيرته الرياضية في نادي روندونوبوليس البرازيلي. في موسمه الأول 2015 وفي بطولة دوري الدرجة الأولى لولاية ماتو غروسينزي ساهم في وصول فريقه إلى الدور النصف النهائي عندما خسر من كويابا 0-5 في مجموع المباراتين.
في 1 يناير 2018 انتقل ريكاردو فيرزا من روندونوبوليس إلى غوياس الرديف البرازيلي في صفقة انتقال حر.
في 16 أغسطس 2018 انتقل ريكاردو فيرزا من غوياس الرديف إلى دريتا الكوسوفي بنظام الإعارة لمدة موسم واحد. في 12 أكتوبر 2018 تم إنهاء عقد الإعارة وعاد ريكاردو فيرزا إلى غوياس الرديف.
في 18 يناير 2019 انتقل ريكاردو فيرزا من غوياس الرديف إلى أيموري البرازيلي بنظام الإعارة لمدة نصف موسم. في موسمه الوحيد 2019 وفي بطولة دوري الدرجة الأولى لولاية ريو غراندي دو سول ساهم في وصول فريقه إلى الدور الربع النهائي عندما خسر من نادي كاشياس دو سول 1-2 في مجموع المباراتين. في 22 أبريل 2019 انتهت الإعارة وعاد ريكاردو فيرزا إلى غوياس الرديف.
في 1 يناير 2020 انتقل ريكاردو فيرزا من غوياس الرديف إلى أباريسيدنسي البرازيلي بنظام الإعارة لمدة نصف موسم. في موسمه الوحيد 2020 وفي بطولة دوري الدرجة الأولى لولاية غوياس ساهم في وصول فريقه إلى الدور النصف النهائي عندما خسر من أتلتيكو غويانيينسي 1-2. في 30 أبريل 2020 انتهت الإعارة وعاد ريكاردو فيرزا إلى غوياس الرديف.
في 23 سبتمبر 2020 انتقل ريكاردو فيرزا من غوياس الرديف إلى ساو جوزيه البرازيلي بنظام الإعارة لمدة نصف موسم. في موسمه الوحيد 2020 وفي بطولة دوري الدرجة الثالثة ساهم في احتلال فريقه المركز الثامن في المجموعة الثانية برصيد 20 نقطة من 18 مباراة بفارق ثلاث نقاط عن منطقة الهبوط. في 9 نوفمبر 2020 انتهت الإعارة وعاد ريكاردو فيرزا إلى غوياس الرديف.
في 19 نوفمبر 2020 انتقل ريكاردو فيرزا من غوياس الرديف إلى غويانيزيا البرازيلي في صفقة انتقال حر. في موسمه الوحيد 2020 وفي بطولة دوري الدرجة الرابعة ساهم في وصول فريقه إلى الدور الثمن النهائي عندما خسر من ناوتيكو مارسيليو دياز 2-3 في مجموع المباراتين.
في 19 يناير 2021 انتقل ريكاردو فيرزا من غويانيزيا إلى أيموري البرازيلي في صفقة انتقال حر. في موسمه الوحيد 2021 وفي بطولة دوري الدرجة الأولى لولاية ريو غراندي دو سول فشل في التأهل إلى الدور النصف النهائي بعدما احتل فريفه المركز السابع برصيد 14 نقطة من 11 مباراة.
في 1 يونيو 2021 انتقل ريكاردو فيرزا من أيموري إلى يونياو روندونوبوليس البرازيلي في صفقة انتقال حر.
في 30 أغسطس 2021 انتقل ريكاردو فيرزا من يونياو روندونوبوليس إلى حطين السعودي في صفقة انتقال حر. في موسمه الوحيد 2021-2022 وفي بطولة دوري الدرجة الثانية (المستوى الثالث في السعودية) ساهم في احتلال فريقه المركز السابع في المجموعة الثانية برصيد 36 نقطة من 26 مباراة.
في 18 يوليو 2022 انتقل ريكاردو فيرزا من حطين إلى البديع البحريني في صفقة انتقال حر.